# Fakhrīābād
Fakhrīābād (persiska: فخری آباد) är en ort i Iran.   Den ligger i provinsen Kermanshah, i den västra delen av landet, 500 km väster om huvudstaden Teheran. Fakhrīābād ligger 1 323 meter över havet och antalet invånare är 158.
Terrängen runt Fakhrīābād är huvudsakligen platt, men åt sydost är den kuperad.Runt Fakhrīābād är det ganska tätbefolkat, med 185 invånare per kvadratkilometer. Närmaste större samhälle är Kūzarān-e Sanjābī, 9,3 km väster om Fakhrīābād. Trakten runt Fakhrīābād består till största delen av jordbruksmark.